# Solvatocromisme

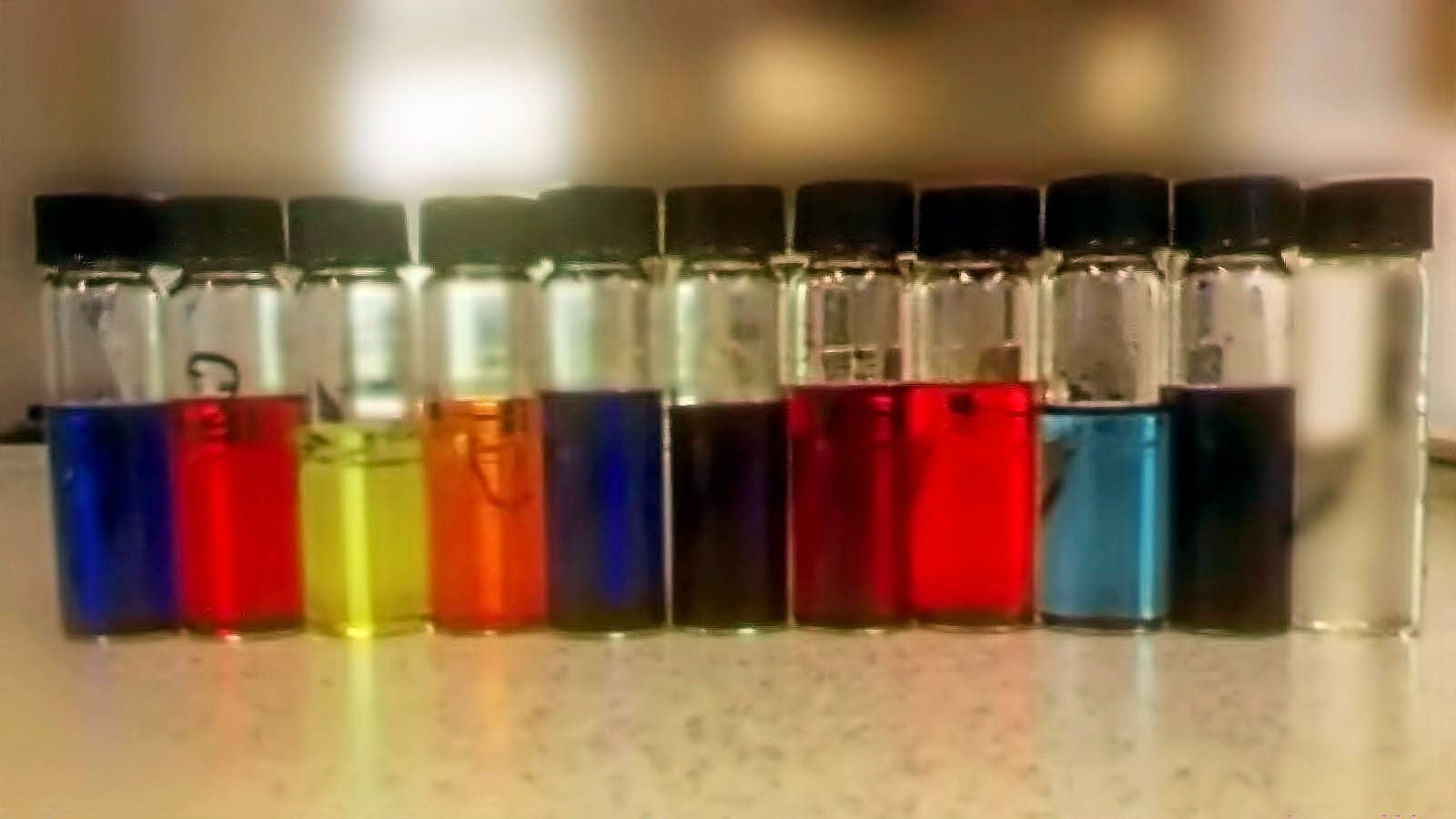
Dissolucions de merocianina de Brooker en dissolvents de diferent polaritat

El solvatocromisme és la capacitat d'una substància química de canviar de color segons la polaritat química del dissolvent en el que està dissolta. Existeixen dos tipus de solvatocromisme: negatiu i positiu.
- El solvatocromisme negatiu correspon a un desplaçament hipsocròmic amb l'increment de la polaritat del dissolvent. També s'anomena desplaçament blau, ja que es produeix un desplaçament cap a longituds d'ona menors (cap a la zona del blau de l'espectre visible) de la banda d'absorció, reflectivitat, transmitància o emissió.
- El solvatocromisme positiu correspon a un desplaçament batocròmic amb l'increment de la polaritat del dissolvent. Es coneix també com a desplaçament vermell degut al desplaçament cap a longituds d'ona majors (cap a la zona del vermell de l'espectre visible) de la banda d'absorció, reflectivitat, transmitància o emissió.